# Monarca encaputxat
El monarca encaputxat (Symposiachrus manadensis) és un ocell de la família dels monàrquids (Monarchidae).

## Hàbitat i distribució
Habita boscos i matolls, localment a les terres baixes de Nova Guinea.